# Avança
Avança (Avanca) ist eine osttimoresische Aldeia im Sucos Bairro Pite (Verwaltungsamt Dom Aleixo, Gemeinde Dili). 2015 lebten in Avança 2696 Menschen.

## Lage und Einrichtungen

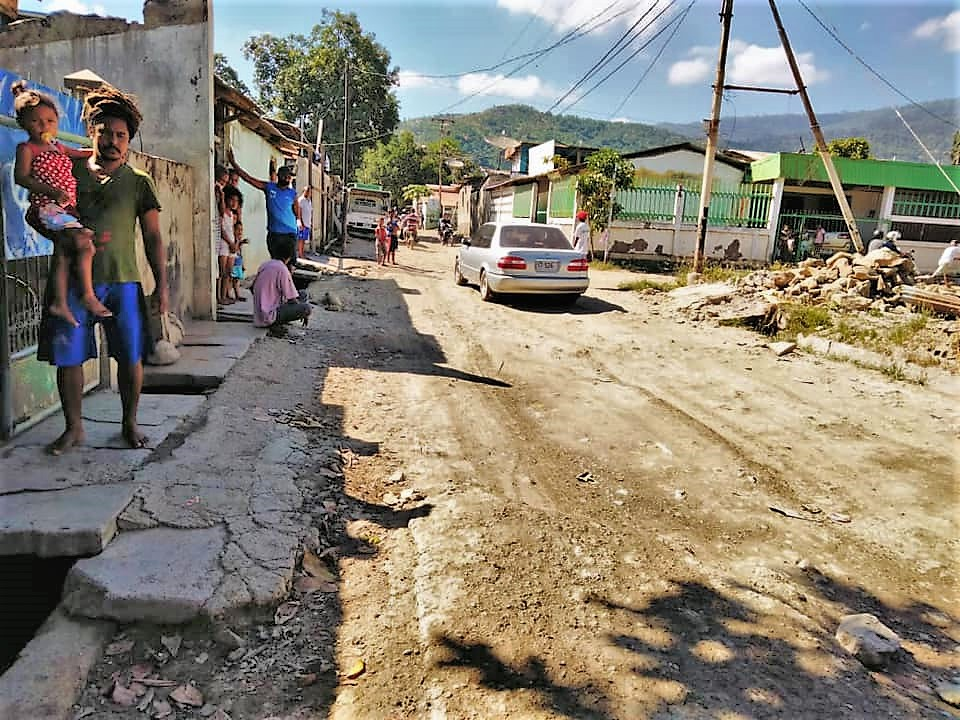
In Avança (2021)

Avança liegt im Nordosten des Sucos Bairro Pite und ist Teil des Stadtviertels Perumnas. Nördlich und östlich liegt die Aldeia Rio de Janeiro, südöstlich die Aldeias Tane Timor und Ribeira Maloa, südlich die Aldeia Moris Ba Dame und westlich, jenseits der Rua do Bairre Pite, die Aldeia Frecat.
In Avança befindet sich die Kapelle Perumnas.